# USS Hartford (SSN-768)
| «Гартфорд»                 | «Гартфорд»                              | «Гартфорд»                              |
| -------------------------- | --------------------------------------- | --------------------------------------- |
| USS Hartford (SSN-768)     |                                         |                                         |
|                            |                                         |                                         |
|                            |                                         |                                         |
| Порт приписки              | Нью-Лондон , штат Коннектикут           | Нью-Лондон , штат Коннектикут           |
| Спуск на воду              | 4 грудня 1993 року                      | 4 грудня 1993 року                      |
| Сучасний статус            | в активній службі                       | в активній службі                       |
| Проєкт                     |                                         |                                         |
| Класифікація НАТО          | Los Angeles class                       | Los Angeles class                       |
| Основні характеристики     |                                         |                                         |
| Швидкість (надводна)       | 17 вузлів                               | 17 вузлів                               |
| Швидкість (підводна)       | 30 вузлів                               | 30 вузлів                               |
| Робоча глибина занурення   | до 280 метрів                           | до 280 метрів                           |
| Екіпаж                     | 98 матросів, 12 офіцерів                | 98 матросів, 12 офіцерів                |
| Розміри                    |                                         |                                         |
| Довжина найбільша (по КВЛ) | 110,3 метра                             | 110,3 метра                             |
| Ширина корпусу найб.       | 10 метрів                               | 10 метрів                               |
| Середня осадка (по КВЛ)    | 9,4 метра                               | 9,4 метра                               |
| Водотоннажність надводна   | 5759 тонн                               | 5759 тонн                               |
| Озброєння                  |                                         |                                         |
| Торпедно- мінне озброєння  | 4 × 21 в (533 мм) торпедні апарати      | 4 × 21 в (533 мм) торпедні апарати      |
| Ракетне озброєння          | 12 ракет Томагавк вертикального запуску | 12 ракет Томагавк вертикального запуску |

«Гартфорд» (англ.USS Hartford (SSN-768)) — багатоцільовий атомний підводний човен, є 57-тим в серії з 62 підводних човнів типу «Лос-Анджелес», побудованих для ВМС США. Він став другим кораблем ВМС США з такою назвою, Підводний човен названий на честь міста Гартфорд , штат Коннектикут. Призначений для боротьби з підводними човнами і надводними кораблями противника, а також для ведення розвідувальних дій, спеціальних операцій, перекидання спецпідрозділів, нанесення ударів, мінування, пошуково-рятувальних операцій.

## Історія створення
Контракт на будівництво підводного човна був присуджений 30 червня 1988 року американської верфі General Dynamics Electric Boat в Гротоні, штат Коннектикут. Церемонія закладання кіля відбулася 22 лютого 1992 року. Спущений на воду 4 грудня 1993 року. Хрещеною матір'ю стала місіс Лаурою О'Кіфа, дружина колишнього міністра ВМС США Шона О'Кіфа. Введений в експлуатацію 10 грудня 1994 року в Нью-Лондон в Гротоні, штат Коннектикут. Портом приписки є військово-морська база підводних човнів у Нью-Лондон, Гротон, штат Коннектикут.

## Історія служби
22 січня 1997 року човен покинув порт приписки Нью-Лондон для свого першого розгортання в північній частині Атлантичного океану, з якого повернувся 3 травня.
7 липня 1998 року покинув Гротон для запланованого розгортання в північній частині Атлантичного океану, з якого повернувся 18 грудня.

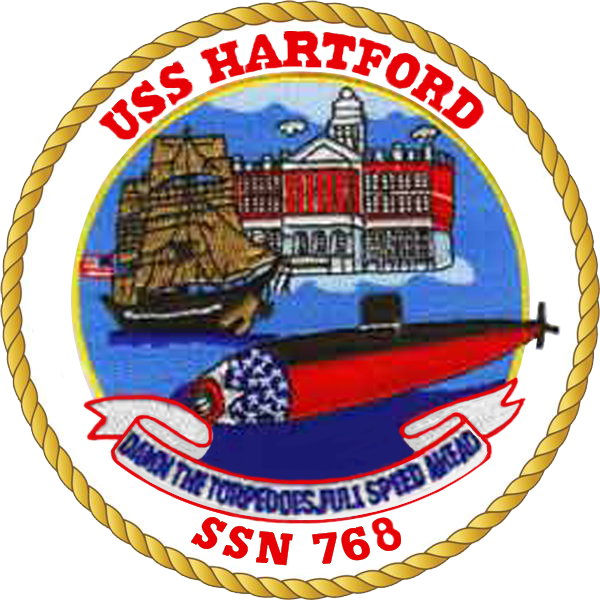
Емблеми човна

19 лютого 2000 року покинув порт приписки Нью-Лондон для запланованого розгортання в зоні відповідальності 6-го флоту США, з якого повернувся 24 серпня.
19 вересня 2001 року покинув порт приписки для запланованого розгортання в зоні відповідальності 5-го і 6-го флоту США в складі ударної групи атомного авіаносця «Теодор Рузвельт», з якого повернувся 22 березня 2002 року.
У жовтні 2003 року покинув порт приписки для запланованого розгортання в зоні відповідальності 6-го флоту. 25 жовтня наскочила на мілину поблизу Ла-Маддалена, Сардинія, істотно пошкодивши кермо, гідролокатор і інше обладнання. 16 грудня прибув на верф в Портсмут, штат Вірджинія, для проведення ремонту.
15 березня 2006 прибув на військово-морську верф Портсмут в Кіттері, штат Мен, для проведення модернізації. Модернізація тривала 14 місяців, вартість ремонту склала 150 млн доларів США.
У жовтні 2007 року підводний човен успішно здійснив запуск безпілотного підводного апарата (UUV) AN / BLQ-11 - першу подібну операцію з підводного човна. Апарат було запущено через одну з торпедних трубок човна.
У серпні 2008 року покинув порт приписки для запланованого розгортання в зоні відповідальності 5-го флоту США.
Вночі 20 березня 2009 року в Ормузькій протоці перебуваючи в підводному положенні підводний човен зіткнувся з десантно-вертолітним транспорт-доком «Нью-Орлінз» ). Обидва корабля рухалися в одному напрямку. 15 членів екіпажу субмарини отримали легкі поранення і після надання їм першої допомоги всі повернулися до служби. Зіткнення довелося на огорожу висувних пристроїв, енергетична установка човна не постраждала. Обидва корабля зберегли хід, хоча у десантного корабля був пробитий паливний резервуар і стався витік 25000 галонів дизельного палива.
Командувач човном під час зіткнення командер Райан Брукхарт був відсторонений від посади, з формулюванням «у зв'язку з втратою довіри командування до здібностям офіцера». На посаду вступив командер Кріс Харкінс, заступник командувача 8-м дивізіоном підводних човнів (Subron 8). 21 травня човен повернувся в Гротон, після завершення місячного переходу з Бахрейна. 23 травня в базі Нью-Лондон в командування човном офіційно вступив командер Роберт Данн, змінивши коммандера Харкінса. Коммандер Харкінс повернувся до посади заступника командувача 8-м дивізіоном. З липня 2009 по січень 2011 року перебував на ремонті, проведеним компанією Electric Boat. Загальна вартість ремонту склала 120 млн доларів США. У лютому 2011 року повернулася в порт приписки після завершення ходових випробувань.
15 травня 2012 року покинув порт приписки Нью-Лондон для запланованого розгортання в північній частині Атлантичного океану, з якого повернувся в Гротон 17 листопада.
31 січня 2013 прибув в сухий док компанії General Dynamics Electric Boat для модернізації та технічного обслуговування. Ремонтні роботи були завершені до вересня.
1 червня 2015 року покинув порт приписки для запланованого розгортання в Північній Атлантиці, з якого повернувся 18 грудня.
2 лютого 2016 року покинув порт приписки для участі в навчаннях Ice Exercise (ICEX) 2016, що проводяться в 150 морських милях на північ від Прадхо-Бей на Алясці. 14 березня спільно з USS «Hampton» (SSN 767) прибув в район тимчасової військової станції Sargo  в Арктиці в рамках навчань Ice Exercise (ICEX) 2016. 15 квітня повернувся в порт приписки.
У лютому 2017 року покинув порт приписки для запланованого розгортання в Північній Атлантиці, з якого повернувся 18 серпня.
20 лютого 2018 року покинув порт приписки для участі в навчаннях Ice Exercise (ICEX) 2018. 9 березня субмарина прибула в район проведення навчань, розташований приблизно в 150 морських милях від Прадхо-Бей, Аляска. 10 березня в рамках навчань здійснила прорив через льоди в морі Бофорта.
З 14 серпня 2020 року підводний човен перебуває на ремонті, який проводить компанія General Dynamics Electric Boat . Загальна вартість ремонту складе 126 млн доларів США.